# 水戸ニコンプレシジョン
株式会社水戸ニコンプレシジョンは、かつて茨城県那珂市菅谷に存在した株式会社ニコンの子会社である。

2009年に株式会社栃木ニコンプレシジョンに吸収合併された

## 会社概要
- 1968年（昭和43年）1月26日に、茨城県那珂市菅谷に設立。
- 資本金は3億円（株式会社　ニコン100%出資）。
- 従業員数：183名
- 工場敷地：敷地面積　30,025.87平方メートル（福利厚生施設含む）
- 売上高：約68億円（平成16年度実績）
- ISO 9001、ISO 14001認証取得

## 事業内容

### エンジニアリングサービス

#### 機械設計
- CAD及びシミュレーション解析による生産設備設計、製品設計、特注品設計等
- 2D-CAD（CATINA CADAM DRAFTING）
- 3D-CAD（I-DEAS）

#### 電気設計
- 制御システム設計、制御回路、基板回路等
- 電気CAD（CR-5000）

#### ソフトウエア開発設計
- パソコン，マイコン関連制御系ソフトウエア開発等
- 開発言語（アセンブラ、C、VC++　等）

### 製品

#### ステッパ－

##### 半導体露光装置関係
- レチクルステージユニット *ビームマチィングユニット
- フィールドイメージアライメントユニット
- 液晶露光装置関係
- 周辺露光装置
- レチクルチェンジャーユニット
- オートフォーカスユニット

##### 測定機
- CNC画像システム（NEXVシリーズ）

##### カスタム製品
- 大型液晶検査顕微鏡装置

##### カメラ
- FM3A
- S3（復刻版）
- アフターサービス（カメラ・レンズ等の修理)

カメラについては、ニコンのカメラ製品一覧を参照のこと。